# Carnaval contre le Capital
Le Carnaval contre le Capital est une journée de manifestation ayant eu lieu dans différents pays le vendredi 18 juin 1999. C'était une journée internationale de protestation contre le 25e sommet du G8 à Cologne, en Allemagne. Le carnaval a été inspiré par les manifestations Stop the City, des années 1980, et le Global Street Party, qui se sont déroulées en même temps que le 24e Sommet du G8 à Birmingham, en Angleterre. Le slogan était Notre résistance est aussi transnationale que le capital.

## Le jour avant

### Organisation
Les préparatifs ont pris plusieurs mois. L'évènement est devenu simplement connu sous le nom de J18. À Londres, le groupe organisateur de l'évènement s'est réuni publiquement tous les mois. La journée a également été discutée lors des réunions hebdomadaires ouvertes de London Reclaim the Streets. Il y avait entre 10 et 100 personnes lors de ces discussions. Une liste de discussion internationale sur le courrier électronique a été créée. Le financement a été obtenue en collectant des dons anonymes et en organisant une série de concerts-bénéfice.
Il y a tellement de choses qui peuvent être apprises de la façon dont J18 a été organisée. J18 et de nombreux autres succès de la lutte anti-capitaliste événements de l'histoire récente ont été produites par l'écoulement libre de la convergence des événements et des courants politiques combiné avec de la chance.

### Publicité
À Londres, une campagne de publicité concertée fut menée, utilisant des autocollants colorés et 10 000 affiches. Les travailleurs ont été encouragés à prendre des congé maladie pour l'évènement. Une vidéo promotionnelle de dix-huit minutes a été réalisée et distribuée dans le monde entier. Une brochure de 32 pages intitulé Squaring up to the Square Mile et produite par Reclaim the Streets et Corporate Watch, donnait les détails des institutions financières. Une carte au format A3 de la Ville de Londres (le "Square Mile") montrait où se situait les institutions financières est tiré à 4000 exemplaires.

#### Evading Standards
Une version parodie du Evening Standard, journal quotidien basé à Londres, est produite. 30 000 exemplaires ont été imprimés et distribués les 17 et 18 juin aux travailleurs municipaux. La couverture ressemblait à la disposition du journal et les pages intérieures contenaient l'agitprop et autres contenu humoristique. Le journal fut distribué gratuitement. Le titre se lisait «Global Market Meltdown», suivi d'un rapport trompeur sur l'effondrement des marchés financiers mondiaux,.

### Les médias traditionnels
Le 29 janvier 1999, le Daily Mirror publie en première page un article intitulé "La police espionne pour briser les manifestants anti-voitures."
Plus proche dans la journée, les histoires abondés dans les médias au sujet de possibles scénarios violents.

### La réaction de la Ville
Il était clair que la City pris l'évènement très au sérieux. Toutes les demandes de congé des officiers de la police de la Cité de Londres furent annulées pour la journée. La Corporation de la Cité de Londres a envoyé des lettres à l'Administrateur général de chaque entreprise dans le square mile (et beaucoup d'autres) avec des instructions pour faire circuler l'avertissement de "perturbation majeure" et la nécessité de mesures de sécurité supplémentaires à prendre, le 18 juin, à tout le personnel.

## Le 18 juin

### Londres
À Londres, une grande marche est prévue pour midi et des actions autonomes ont lieu le matin. Entre autres actions, une promenade à bicyclette de Masse critique paralyse le trafic de la ville a l'heure de pointe. La Campagne contre le commerce des armes ferme une banque de Lloyds avec un «die-in».

#### La marche
À midi, les manifestants se rencontrent à la gare de Liverpool Street. Food Not Bombs et la campagne Veggies Catering distribuent de la nourriture gratuite et un groupe de samba joue. Des masques de carnaval sont distribués en quatre couleurs différentes et cinq processions se déroulent dans des directions différentes (il y avait quatre marches prévues et une autre spontanée). La procession spontanée dégénère au Mur de Londres lorsqu'une femme a une jambe cassée par un fourgon de police roulant en marche arrière.
Entre 14h et 15h, les marcheurs se réunissent et environ 5 000 personnes convergent vers le London International Financial Futures and options Exchange (LIFFE). Une bouche d'incendie est ouverte, symbolisant la libération de la rivière Walbrook, et l'entrée inférieure du LIFFE est murée. Des banderoles sont accrochées, sur lesquelles on peut lire « l'Écologie Mondiale Pas l'Économie Mondiale, et La Terre Est Un Trésor Commun Pour Tous » (une citation de Gerrard Winstanley, du mouvement des Creuseurs au XVIIe siècle). Des graffitis sont faits et des caméras de CCTV sont désactivées. Puis des systèmes de sons sont mis en place et de la musique drum and bass et des groupes de punk jouent.
Au début de l'après-midi, un petit groupe de manifestants entre par effraction dans le bâtiment du pont Cannon, brise la zone de réception et tente d'accéder à la salle des marchés du LIFFE, mais ils sont finalement empêchés par un écran de sécurité.
« Nous avions échoué dans notre sous-ambition. Pris au dépourvu, nous n'avons jamais imaginé que nous pourrions obtenir de si près à l'occupation d'une salle des marchés dans l'un des principaux marchés de la ville. Nous avions prévu le mur, et nous l'avons construit. Nous avions prévu de libérer le Walbrook, et nous l'avons fait. Mais nous nous sommes arrêté la planification à l'occupation à grande échelle », selon Wat Tyler (pseudonyme) en 2003.
Le reste de l'après-midi se transforme en bataille au cours de laquelle la police, à l'aide de chevaux et de personnels incapacitant de pulvérisation contenant des gaz CS, pousse les manifestants vers le bas Lower Thames Street et de la Cité de Londres. Dans la foulée, les manifestants se rassemblent pacifiquement a Trafalgar Square.[réf. nécessaire]

### La couverture Internet et documentaire
L'événement fut couvert par la diffusion continue sur internet et le journalisme citoyen, à l'époque très nouveau. À Londres, les événements de la journée ont été retransmises en direct par VJ Noir Mat sur internet jusqu'à ce que les serveurs soit bloqués par le volume de trafic insuffisant[réf. nécessaire]. En Australie, lCAT TV et Active Sydney montèrent une équipe ensemble, pour couvrir l'ensemble des manifestations. Ils ont recueilli des témoignages, des photos et des vidéos de militants et les publient dans un flux web d'actualités. Le réseau mondial de militants, et de la technologie créé, forme la base du réseau Indymedia,.
Le groupe de désobéissance civile électronique appelle à un sit-in virtuel de l'ambassade du Mexique à Londres et paralyse le site Web de l'ambassade[réf. nécessaire].
Le 23 juin 1999, Undercurrents, l'organisation de presse alternative diffuse un documentaire de 30 minutes à Oxford sur la journée produite à partir des images regroupées d'une douzaine d'opérateurs vidéo à Londres. Le documentaire est diffusé dans les festivals et les centres sociaux du Royaume-Uni au cours des mois suivants[réf. nécessaire].

### Dans d'autres pays
Au Nigeria, de 10 000 personnes sont descendues dans les rues de Port-Harcourt[pas clair]. Une rue est rebaptisée en l'honneur de Ken Saro-Wiwa et son jeune frère Owens fit un discours devant la foule.

Katherine Ainger décrit l'atmosphère de protestation:
Les événements du 18 juin étaient aussi divers que les groupes participants. À Barcelone, les «récupérateurs de rue» ont invoqué le slogan des étudiants rebelles de Paris en 1968, «Sous les vagues, la plage», vêtus de maillots de bain, ont mis des serviettes et ont pris un bain de soleil sur la plage. route, distribuée à une fête de rue de 700 personnes. La musique et la danse frappent également les rues de San Francisco avec des "attaquants d'art" armés de marionnettes géantes et de bonbons, faisant pression sur ceux qui travaillent pour des multinationales qui exploitent les travailleurs des ateliers clandestins pour reprendre le travail et rejoindre la révolution. À Melbourne, en Australie, Kim Beazley, chef de l’opposition, a reçu un gardien face à une conférence sur le commerce mondial parrainée par Shell, un grand festival de rue a commencé.
Au total il y a eu des manifestations dans plus de 40 pays, il s'agissait de Tel-Aviv, de Minsk, de Madrid, de Valence, Prague, Hambourg, Cologne, Milan, Rome, Sienne, Florence, Ancône, Amsterdam, Glasgow, Edimbourg, Lancaster, Zurich, Genève, Toronto, Vancouver, Ottawa, Washington, New York, Los Angeles, Austin, Texas, Boston, et Eugene, dans l'Oregon.

## Après la journée

### Arrestations
Au Royaume-Uni, James B* * * * **K plaide coupable en janvier 2004 pour coup et blessure et deux accusations pour violences et trouble à l'ordre public, plus une accusation supplémentaire de sauter une caution en 2000. Il est condamné à quatre ans et demi de prison. Au total, seize personnes ont été arrêtées le jour même. La police métropolitaine créé un site répertoriant 138 photographies des personnes recherchées pour un interrogatoire supplémentaire. En utilisant abondamment les images de vidéosurveillance, ils arrêtent 50 autres personnes un an plus tard.
À Eugene, dans l'Oregon, Rob Thaxton est condamné à 88 mois de prison après avoir jeté une pierre sur un agent de police, tout en essayant d'éviter d'être arrêté.
D'autres qui avaient été identifiés lors du Carnaval, ont été arrêtés lors des événements ultérieurs, en particulier le 30 novembre aux manifestations contre l'Organisation mondial du commerce.

### Plus tard, les événements
J18 fut le premier d'une lignée des grandes manifestations anticapitalistes et altermondialiste. Depuis lors, il y a eu beaucoup de protestations, les plus importantes étant les suivantes :
- Contre l'Organisation mondiale du commerce lors de  manifestations de 1999 à Seattle,
- Contre le Fonds monétaire international et de la Banque mondiale en septembre 2000 à Prague,
- Contre le sommet du G8 de 2001 à Gênes,
- Contre le sommet du G8 de 2005 à Gleneagles Hotel dans le Perthshire, en Écosse.